# نادي دافنيس لكرة السلة
نادي دافنيس لكرة السلة (باليونانية: Α.Ο. Δάφνης)‏ هو فريق كرة سلة يوناني للمحترفين تأسس في سنة 1967 يقع مقره في أتيكا، أثينا.

## أبرز اللاعبين
من أبرز اللاعبين الذين لعبوا معه:
- بلو إدواردز
- باك جونسون
- ديريك تشيفوس
- فانيس كريستودولو
- مايك سمريك
- ريتشارد ريلفورد
- رودريك رودز
- ستيفن أريجبابو
- زيندن هاميلتون
- تيودوروس بابالوكاس

## أبرز المدربين
من أبرز المدربين الذين دربوه:
- ديرك بورمان

## وصلات خارجية
- الموقع الرسمي